# Liste der chinesischen Botschafter in Syrien
Diese Liste der Botschafter der Volksrepublik China in Syrien zeigt alle akkreditierten Diplomaten als Botschafter der VR China in Syrien von 1956 bis heute (2012). Die Botschaft der Volksrepublik China befindet sich in der Ataa Al Aiyouby in Damaskus.
| Ernannt / Akkreditiert | Name         | Bemerkung     | ernannt von   | akkreditiert bei   | Posten verlassen |
| ---------------------- | ------------ | ------------- | ------------- | ------------------ | ---------------- |
| Dez. 1956              | Chen Zhifang |               | Mao Zedong    | Schukri al-Quwatli | Apr. 1958        |
| Mai 1962               | Xu Yixin     |               | Liu Shaoqi    | Nazim al-Kudsi     | Dez. 1965        |
| Apr. 1966              | Chen Tan     |               | Liu Shaoqi    | Nureddin al-Atassi | Apr. 1967        |
| Juni 1969              | Qin Jialin   |               | Dong Biwu     | Nureddin al-Atassi | Mai 1974         |
| Sep. 1974              | Cao Keqiang  |               | Dong Biwu     | Hafiz al-Assad     | Mai 1979         |
| Sep. 1979              | Lu Weizhao   |               | Ye Jianying   | Hafiz al-Assad     | März 1983        |
| Okt. 1983              | Lin Zhaonan  |               | Li Xiannian   | Hafiz al-Assad     | März 1986        |
| Juni 1986              | Wang Changyi |               | Li Xiannian   | Hafiz al-Assad     | März 1989        |
| Dez. 1988              | Zhang Zhen   |               | Yang Shangkun | Hafiz al-Assad     | Mai 1993         |
| Dez. 1992              | Li Qingyu    |               | Yang Shangkun | Hafiz al-Assad     | Okt. 1995        |
| Aug. 1995              | Wu Minmin    | Botschafterin | Jiang Zemin   | Hafiz al-Assad     | Nov. 1999        |
| Aug. 1999              | Shi Yanchun  |               | Jiang Zemin   | Hafiz al-Assad     | Juni 2002        |
| Apr. 2002              | Zhou Xiuhua  | Botschafterin | Jiang Zemin   | Baschar al-Assad   | Apr. 2007        |
| Apr. 2007              | Li Huaxin    |               | Hu Jintao     | Baschar al-Assad   | Aug. 2011        |
| Aug. 2011              | Zhang Xun    |               | Hu Jintao     | Baschar al-Assad   |                  |